# (8378) Sweeney
(8378) Sweeney est un astéroïde de la ceinture principale.

## Description
(8378) Sweeney est un astéroïde de la ceinture principale. Il fut découvert le 23 septembre 1992 à l'observatoire Palomar par Eleanor Francis Helin. Il présente une orbite caractérisée par un demi-grand axe de 2,57 UA, une excentricité de 0,21 et une inclinaison de 15,1° par rapport à l'écliptique.

## Compléments